# Papa Benedikt
Benedikt je ime šesnaestorice papa i nekoliko protupapa:
- Benedikt I. (575.–579.)
- Benedikt II. (684.–685.)
- Benedikt III. (855.–858.)
- Benedikt IV. (900.–903.)
- Benedikt V. (964.)
- Benedikt VI. (972.–974.)
- Benedikt VII. (974.–983.)
- Benedikt VIII. (1012.–1024.)
- Benedikt IX. (1032.–1044., 1045.–1046. i 1047.–1048.)
- Benedikt XI. (1303.–1304.)
- Benedikt XII. (1334.–1342.)
- Benedikt XIII. (1394.) - smatra se protupapom
- Benedikt XIII. (1724.–1730.)
- Benedikt XIV. (1740.–1758.)
- Benedikt XV. (1914.–1922.)
- Benedikt XVI. (2005.–2013.)

Nekoliko protupapa je nosilo ime Benedikt:
- Benedikt X., protupapa (neki ga smatraju pravim papom, ali službeno je protupapa)
- Benedikt XIII., protupapa
- Benedikt XIV., dvojica protupapa